# Felicja Masojada
Felicja Masojada vel Masajada (ur. 18 maja 1898, zm. 15 czerwca 1943 w Kisoryczach) – polska nauczycielka, Sprawiedliwa wśród Narodów Świata, ofiara zbrodni ukraińskich nacjonalistów.

## Życiorys
Córka Michała i Marii Karoliny. Była nauczycielką, a od 1937 roku kierowniczką szkoły powszechnej w Okopach na Wołyniu.
Miała syna Edmunda, który był partyzantem w sowieckim oddziale I. Szytowa, a po wojnie pułkownikiem Wojska Polskiego.
Była poważana przez lokalną społeczność za swoje zaangażowanie w sprawy społeczne; pomagała ludziom m.in. lecząc ich. W czasie wojny miała kontakty z partyzantami sowieckimi, otrzymywała od nich lekarstwa i środki opatrunkowe. Pomagała ukrywającym się Żydom, m.in. wraz z o. Ludwikiem Wrodarczykiem udzieliła schronienia braciom Alexandrowi i Samuelowi Lewinom.
W czasie rzezi wołyńskiej, pomimo wzrastającego zagrożenia ze strony ukraińskich nacjonalistów, wybrała się do Rokitna. W drodze powrotnej, przejeżdżając 15 czerwca 1943 przez wieś Kisorycze, wpadła w ręce ukraińskiej bojówki i została zamordowana z użyciem tortur. Wraz z nią w podobny sposób zginął woźnica Kasper Koziński i 80-letnia dawna służąca (traktowana jako członek rodziny) Elżbieta Jeż. Sprawcy darowali życie żonie woźnicy, która była Ukrainką.

## Upamiętnienie
Dzięki staraniom ratowanego przez nią Alexandra Lewina Instytut Jad Waszem w 2000 roku pośmiertnie uhonorował Felicję Masojadę tytułem Sprawiedliwy wśród Narodów Świata. W imieniu matki z rąk ambasadora Izraela Szewacha Weissa medal odebrał Edmund Masajada.